# Justin Cronin
Pour les articles homonymes, voir Cronin.
Œuvres principales
- Trilogie Le Passage

Justin Cronin, né en 1962, est un romancier américain de science-fiction et d'horreur. Né et élevé en Nouvelle-Angleterre, il a étudié à l'université Harvard. Il vit avec sa femme et ses enfants à Houston au Texas où il enseigne l'anglais à l'université Rice.
Le Passage, premier roman de la trilogie du même nom, est sorti au mois de juin 2010 et a fait l'objet de nombreuses critiques favorables. D'après le Houston Chronicle, ses ventes lui ont déjà rapporté près de 3,75 millions de dollars. 

## Œuvres

### TrilogieLe Passage
1. Le Passage, Robert Laffont, 2011 ((en) The Passage, 2010)
2. Les Douze, Robert Laffont, 2013 ((en) The Twelve, 2012)
3. La Cité des miroirs, Robert Laffont, 2017 ((en) The City of Mirrors, 2016)

### Romans indépendants
- Huit Saisons, Mercure de France, 2003 ((en) Mary and O'Neil, 2001)Prix Pen-Hemingway
- Quand revient l'été, Mercure de France, 2007 ((en) The Summer Guest, 2004), trad. Pierre Charras  (ISBN 271522558X)
- Le Passeur de Prospera, Robert Laffont, 2025 ((en) The Ferryman, 2023), trad. Sébastien Guillot, 608 p.  (ISBN 978-2-221-26838-4)

## Adaptations cinématographiques
D'après le New York Times, les droits cinématographiques du premier roman de la trilogie aurait été achetés par Fox 2000 pour la somme d'environ 1,75 million de dollars.

## Prix et récompenses
- Prix Pen-Hemingway pour Huit saisons